# Proyecto Andacollo
El proyecto Andacollo está situado en cercanías de la localidad homónima, en el departamento Minas, provincia del Neuquén. El área de explotación minera comprende una superficie de 7 km de ancho por 25 km de largo y está a una altura que varía entre los 1000 m s. n. m. y los 2960 m s. n. m.
En la región existe evidencia de la práctica de la minería tradicional desde hace más de un siglo. Algunos pobladores relatan que los bosques nativos cercanos fueron seriamente afectados por la tala, con el objeto de obtener madera para construir y apuntalar perforaciones y galerías.
Las minas “Erica”, “Sofía” y “Julia” comenzaron a ser exploradas en el año 1910.

## Geología y mineralización
Según publica la Comisión de Minería del Congreso de la Nación, en sus fichas informativas 

La veta de Mina Erika consiste en venas de cuarzo aurífero que se emplazan en metamorfitas carbónicas. La mineralización económicamente explotable se encuentra formando “clavos” o “nidos” de diversa forma y tamaño distribuidos a lo largo de vetas y también en sentido vertical. La distribución obedece a la estructura de la veta; los clavos aparecen en zonas afectadas por intensa fracturación y de acuerdo a esta disposición, se considera que sólo el 60% de la corrida, contiene zonas explotables separadas por otras más pobres. En algunos sectores con mucho fallamiento, además de los clavos, hay mucha roca muy alterada y mineralizada. A veces también la roca fresca es portadora de importantes cantidades de pirita aurífera. En cuanto a las minas Sofía y Julia, la mineralización consiste en sílice con sulfuros: pirita, galena, calcopirita y blenda aurífera contenidos en una ganga de cuarzo. El oro se encuentra en sulfuros (60%) o libre (40%).

## Reservas
La información proporcionada por la Comisión de Minería del Congreso de la Nación señala que 

Las reservas de Mina Erika suman entre positivas y probables 129.248 tn con una ley media de 9,73g Au /tn. A éstas pueden agregarse 9000 tn de los desmontes de labores de preparación con una ley media de 7,18 g Au/t . En Sofía, las reservas suman 63.604 tn con una ley media de 15,64 g Au /tn. En Mina Julia, las reservas son de 143.064tn y la ley media de 12,96 g/Au por tn.

El “Observatorio de Conflictos Mineros de América Latina” informa que 

Se considera que con una planta de 500 tn por día y con las leyes provenientes del mineral alternado de Erika, Sofía y Julia, se producirán 1,4tn a 3,9 tn diarias de concentrados que contendrán 426 gr/tn de oro y 510 gr/tn de plata, conteniendo además cantidades menores de cobre, zinc, azufre, plomo, hierro, arsénico, antimonio e insolubles. El oro se encuentra libre y asociado a ganga y también con electrum libre ó asociado al cobre gris y a la galena.

## Desarrollo de la explotación, conflictos y controversias
En octubre del año 1998, la empresa propietaria CORMINE SEP (Corporación Minera del Neuquén, Sociedad del Estado Provincial) entregó en concesión las minas y el área de reserva del distrito Andacollo a la empresa Minera Andacollo Gold SA (MAGSA), en usufructo por 20 años con opción a otros 10.
En el año 2000, la empresa consiguió la colaboración del gobierno de Neuquén para resolver dificultades financieras que habían provocado despidos de trabajadores y ponían en riesgo su continuidad. Los conflictos se resolvieron en el año 2001.
En el año 2008, la directora del hospital local realizó denuncias vinculadas a incumplimiento de obligaciones respecto de la legislación de preservación ambiental y de contaminación de las aguas de los ríos que tienen sus nacientes en cercanías de la explotación.
En abril de 2015, un medio de prensa de la región informaba acerca del cierre de la explotación, con el consiguiente impacto social que de él se derivaba.
En mayo de 2015 se informó acerca de la finalización “de hecho” del contrato de concesión.
A mediados de 2015 se dio a conocer que un año antes "se había dejado constancia de "graves incumplimientos" en que había incurrido la firma, entre los que detalló exceso en la cota del dique de cola, manejos inapropiados en la conducción de fluidos, ausencia de avance en la inversión comprometida para la construcción de la planta de alta densidad y procedimiento de rellenos y "malas e inadecuadas prácticas operativas que derivaron en acciones peligrosas para el ambiente y el ecosistema". Entre ellos, señaló el vertido de aguas sin tipificar desde el dique de colas hacia el arroyo Torreón.”
En el mismo informe, la entidad denunciante señala que “la empresa, Andacollo Gold "reconoció la insuficiencia patrimonial para poder operar la planta y abonar los salarios a los trabajadores", además de poner de manifiesto el estado de abandono de la explotación”
Hacia finales de 2015, se abrió un llamado público de manifestación de interés destinado a empresas u organizaciones, con el objeto de facilitar las acciones para la reapertura de la explotación, cerrada desde diciembre de 2014.
A fines de agosto de 2016 concluyó el proceso licitatorio y se adjudicó la explotación de Andacollo a la minera australiana Trident Southern Explotarions SPA.